# Arequipa
Arequipa − miasto w Peru, położone na wysokości 2325 m n.p.m. w otoczeniu gór Cordillera Volcanica. Jest stolicą regionu Arequipa i drugim co do wielkości miastem w Peru – zaraz po stolicy Limie – liczącym obecnie ok. 762 tys. mieszkańców.
W pobliżu miejscowości znajdują się wulkany Chachani i El Misti.

## Historia
Arequipa została założona w 15 sierpnia 1540 r. w miejscu osady inkaskiej przez Garcí Manuel de Carbajal, emisariusza Francisco Pizarro. Rok później osada otrzymała z rąk cesarza i jednocześnie hiszpańskiego króla Karola V prawa miejskie.

## Gospodarka
W mieście rozwinął się przemysł chemiczny, włókienniczy, skórzany oraz spożywczy. Ośrodek handlowy.

## Edukacja
Miasto posiada dwa uniwersytety: państwowy Narodowy Uniwersytet św. Augustyna (założony w 1828 roku) i prywatny Katolicki Uniwersytet Mariacki (założony w 1961 roku).

## Zabytki
- historyczny zespół miejski(inne języki) – zabytkowe śródmieście, w 2000 wpisane na listę światowego dziedzictwa UNESCO.

- katedra(inne języki) – położona przy głównym placu miasta – Plaza Principal de la Virgen de la Asuncion. Zbudowana w 1629 w stylu kolonialnym, odbudowana po pożarze w 1844 w stylu klasycystycznym z białego kamienia sillar. Budowla zajmuje całą szerokość północnej krawędzi placu. Wewnątrz warto zwrócić uwagę na ambonę wykonaną we Francji oraz belgijskie, największe[3] w Ameryce Południowej organy;
- kościół jezuicki(inne języki) (hiszp. Iglesia la compañía de Jesús) – zbudowany w stylu barokowym w latach 1595–1698. Wewnątrz pozłacane, barokowe ołtarze (główny i boczny) oraz kolekcja obrazów europejskich i lokalnych artystów;
- klasztor św. Katarzyny(inne języki) – zbudowany w XVI wieku z inicjatywy rady miasta z 3 stycznia 1559 roku. Udostępniony do zwiedzania w 1970 roku.

## Miasta partnerskie
- Vancouver, Stany Zjednoczone
- Charlotte, Stany Zjednoczone
- Kanton, Chińska Republika Ludowa
- Córdoba, Argentyna
- Guanajuato, Meksyk
- Iquique, Chile
- Guadalajara, Meksyk
- La Paz, Boliwia
- Santa Cruz, Boliwia
- Seattle, Stany Zjednoczone
- Chiclayo, Peru
- Cochabamba, Boliwia
- Troyes, Francja
- Guayaquil, Ekwador
- Acapulco, Meksyk
- Londyn, Wielka Brytania
- Meksyk, Meksyk
- Piura, Peru
- Honolulu, Stany Zjednoczone
- Petersburg, Rosja
- Biella, Włochy
- Montevideo, Urugwaj
- Mediolan, Włochy
- Florencja, Włochy